# Wympieł

Odznaka

Wympieł (ros. Вымпел, w znaczeniu proporzec, wimpel, znak dowódcy okrętu), Zarząd „W” Centrum Specjalnego Przeznaczenia FSB RF (Управление «В» Центра специального назначения ФСБ ΡФ) – rosyjska (dawniej radziecka) jednostka sił specjalnych. 
Wympieł powstał 19 sierpnia 1981 roku decyzją zamkniętego wspólnego posiedzenia Rady Ministrów ZSRR i BP KC KPZR z inicjatywy Przewodniczącego KGB ZSRR gen. armii Jurija Andropowa oraz Naczelnika Zarządu S Pierwszego Zarządu Głównego KGB ZSRR (Управление «С» ПГУ КГБ СССР), gen mjr KGB Jurija Drozdowa. W czasie ZSRR jednostka zwana Grupą specjalnego przeznaczenia Wympieł (Группа специального назначения КГБ СССР «Вымпел») wchodząca w skład Zarządu S PGU (prowadzącego wywiad z pozycji nielegalnej) KGB ZSRR. Formalnie nazwana Wydzielone Centrum Szkoleniowe KGB ZSRR (Отдельный учебный центр КГБ СССР). 
Wympieł funkcjonował w ramach struktury Ósmego Oddziału Zarządu S PGU KGB (Восьмый отдел Управления «С»). Struktura bojowa Ósmego Oddziału, będącego częścią wywiadu, była przeznaczona do działań specjalnych poza terytorium ZSRR.
Dowódcą nowo sformowanej struktury bojowej został kapitan I rangi (odpowiednik komandor) Ewald Kozłow wywodzący się z Morskich jednostek Pogranicznych Wojsk KGB ZSRR, uczestnik ataku na pałac Hafizullaha Amina (Operacja Sztorm 333). Zastępcą został pułkownik Jewgienij Sawincew z Zarz. S, mający wieloletnie doświadczenie w tym profilu działań. Od tego morskiego powiązania dowódcy wziął się kryptonim grupy.
Siedziba jednostki jest w mieście Bałaszycha, na terenie gdzie szkolono Brygady Międzynarodowe. Jej zadaniami bojowymi są: prowadzenie działań terrorystycznych, poszukiwanie i zatrzymywanie zbiegów służb specjalnych Rosji (dawniej ZSRR), indywidualna likwidacja wroga (mokryje dieła), specjalne rozpoznanie struktur siłowych obcego państwa i ich niszczenie (dywersja, sabotaż), udział w najtrudniejszych działaniach wojennych (np. na terenie Afganistanu). Kadra w pełni zawodowa wywodziła się z różnych części KGB, regionalnych zarządów, pogranicznej struktury. Kadra była dobierana z funkcjonariuszy mających za sobą służbę w OKSWA i którzy odbyli KUOS. Kandydaci przechodzili testy osobowości i sprawności fizycznej. Poziom selekcji był bardzo wysoki.
Zarząd „W” jest wyposażony w specyficzne rodzaje, odmiany broni, które użytkuje w boju, przy tym dostarczając wniosków dla producentów.
W okresie ZSRR kadra pełniła służbę m.in. na Kubie, w Angoli i w Nikaragui.
Jednostka jest częścią FSB RF i jest wykorzystywana na terenie Federacji w działaniach przeciwpartyzanckich i zagranicą.
Wympieł brał udział m.in. w:
- wojnie afgańskiej
- ataku na rosyjski Biały Dom (październik 1993)
- I i II wojnie czeczeńskiej
- pojmaniu czeczeńskiego komendanta polowego Salmana Radujewa (marzec 2000)
- akcji odbicia zakładników w teatrze na Dubrowce (październik 2002)
- zagranicznych morderstwach w interesie FR